# 双晶体管随机存储器
双晶体管随机存储器（英語：Twin Transistor random access memory）是一种新型的计算机存储设备，由瑞萨电子研发。
在概念上，双晶体管随机存储器类似传统的单晶体管、单电容的动态随机存取存储器（DRAM），但是通过SOI加工技術中固有的浮体效应（Float body effect），从而避免使用电容。